# Tetraleurodes malayensis
Tetraleurodes malayensis is een halfvleugelig insect uit de familie witte vliegen (Aleyrodidae), onderfamilie Aleyrodinae.
De wetenschappelijke naam van deze soort is voor het eerst geldig gepubliceerd door Mound & Halsey in 1978.